# Віковий дуб (Жашківський район, 2)
Віковий дуб — ботанічна пам'ятка природи місцевого значення. Об'єкт розташований на території Жашківського району Черкаської області, садиба ВАТ «Росток», м. Жашків, вул. Радгоспна, 7.
Площа — 0,1 га, статус отриманий у 1983 році.
Охороняється екземпляр дуба. Вік дерева більше 500 років, діаметр 156 см, висота 20 м, обхват стовбура 5 м.